# Mark Vollrath
Mark Vollrath (* 22. Februar 1962 in Darmstadt) ist ein deutscher Psychologe.

## Leben
Von 1982 bis 1988 studierte Vollrath Psychologie an der Universität Würzburg. Er promovierte dort 1992 zum Thema „Mikropausen im Sprechen. Apparative Registrierung und psychologische Bedeutung“ zum Dr. phil. 2001 habilitierte er sich in Würzburg über „Lernprozesse bei Alkoholtoleranz“.
2001/02 vertrat er die Professur für Allgemeine und Kognitive Psychologie an der Universität Oldenburg. Ab 2003 leitete Vollrath die Abteilung Human Factors beim Deutschen Zentrum für Luft- und Raumfahrt (DLR) in Braunschweig.
2007 folgte er dem Ruf auf die Professur für Ingenieur- und Verkehrspsychologie an der Technischen Universität Braunschweig.
Von 2008 bis 2024 war er Sprecher der Fachgruppe Verkehrspsychologie der Deutschen Gesellschaft für Psychologie.
Neben vielen Publikationen verfasste er ein Lehrbuch für Verkehrspsychologie (zusammen mit Josef Krems) und für Ingenieurpsychologie. 2025 erschien sein Buch „Was ist eigentlich Verkehrspsychologie“, eine kurze Einführung für Interessierte.
Vollrath ist geschieden und hat zwei Söhne.